# Моника Белучи
Моника Ана Марија Белучи (итал. Monica Anna Maria Bellucci; Чита ди Кастело, 30. септембар 1964) италијанска је глумица и манекенка, која је каријеру најпре започела као модел, а касније и глумећи у италијанским филмовима. Веома брзо се пробила до Холивуда захваљујући свом атрактивном изгледу, својом сензуалношћу и лепотом.
У каријери је глумила у неколико остварења која су доживела велики интернационални успех, попут филмова Дракула, Малена, The Matrix Reloaded, Страдање Христово, Спектра, Пакт са вуковима и На млечном путу. У серијалу филмова о Џејмсу Бонду била је најстарија Бондова девојка; глумила је у филму Спектра из 2015. године. Дана 25. априла 2005. године, у музеју Гревен у Паризу, откривена је воштана фигура с њеним ликом. Била је чланица жирија на Филмском фестивалу у Кану 2006. године. Награђена је орденом Легије части, највишим признањем које уручује држава Француска.
Због своје лепоте и „раскошних облина” сматра се једним од највећих секс-симбола икада.

## Биографија

### Детињство и младост
Моника Белучи је рођена у месту Чита ди Кастело, као једино дете власника транспортног предузећа Пасквала Белучија, и сликарке Брунеле Бриганти. Своје детињство провела је у родном крају. Каријеру је започела као модел, и то у 16. години, када је похађала личео класико (класична гимназија). Пријатељи њених родитеља су приметили Моникину изванредну лепоту, па су јој саветовали да се опроба у моделингу. Касније, када је уписала право на Универзитету у Перуђи, наставила је да ради као модел да би зарадила новац за школовање. Каријера манекенке преко ноћи кренула је вртоглавом узлазном путањом. Према њеним речима, глумачки узор јој је италијанска глумица Софија Лорен.
Моника се декларисала као агностик, упркос томе што је похађала католичку школу. Поред италијанског течно говори француски и енглески језик; служи се португалским и шпанским. Познавање језика је помогло Моники у послу модела и даљој каријери.

### Каријера
Године 1988. преселила се у италијански центар моде, Милано, где је почела да ради за „Елит модел менаџмент”. Годину дана касније почиње да ради за модне куће из Париза и Њујорка, као што су Еле и Долче и Габана. Постала је заштитно лице колекције шминке модне куће Долче и Габана, у оквиру које ће имати сопствену линију кармина. Урадила је рекламе за парфем Hypnotic Poison француске фирме Кристијан Диор. Појавила се на странама чувеног Пирелијевог календара и била на насловним странама многобројних магазина као што су Венити фер и Ел.
У току 1989. године почиње да узима часове глуме да би 1990. године добила своју прву улогу — у ТВ филму Живот са синовима. Током следећих година играла је у још неколико филмова, у којима није имала запажене улоге. Мало већу пажњу скреће на себе у америчком филму Брам Стокеров Дракула, у коме је имала једну сцену у којој се појавила гола. Следећих пет година играла је углавном у неколико француских и италијанских филмова, као што су Хероји, Грудва снега, Небо је увек плавље и Принцеза Алисеа. Улоге у овим филмовима су прошле углавном незапажено код филмске јавности, али то се променило филмом Апартман у коме је за улогу Лисе номинована за награду Сезар у категорији „најобећавајућа глумица”. Ипак, годину дана постаје позната и светској јавности филмом Доберман, где је наступила заједно са својим тадашњим мужем Венсаном Каселом. Следећих година играла је у неколико филмова у којима се често појављивала гола.
Године 2000. појавила се у трилеру који се звао Под сумњом; у филму је играла заједно са филмским великанима Џином Хекманом и Морганом Фриманом. Ово јој је била до тада укупно трећа улога у америчким филмовима. Своју светску славу стиче те исте године италијанским филмом Малена. У филму је играла Малену Скордију, прелепу удовицу коју сви мушкарци обожавају, а све жене јој завиде. За улогу је номинована за Награду публике на Европском филмском фестивалу. Након Малене уследиле су још две улоге са Венсаном Каселом: мања улога у филму Пакт са вуковима (2001) и улога у контроверзном филму Отпозади (2002) који је узбуркао светску јавност због сцена силовања и превеликог насиља. Године 2002. такође је имала улогу Клеопатре у филмској комедији Астерикс и Обеликс: Мисија Клеопатра.
Године 2003. глумила је са Брусом Вилисом у ратном филму Јецаји сунца, у коме је играла докторку из Африке која хоће да спасе мештане једног села. Исте године се појавила у филму Матрикс 2, да би репризирала своју улогу у наставку Матрикс 3 који је изашао крајем исте године. Следеће године игра у режисерском остварењу Мела Гибсона, Страдање Христово (2004). Улога Исуса Христа је поверена Џиму Кавизелу, док је она одиграла веома добро улогу Марије Магдалене. Ипак, и овај филм је често осуђиван због превеликог насиља, нарочито код сцена са Христом. У току исте године поново игра заједно са Венсаном Каселом, овај пут у француском филму Тајни агенти (2004). Током ове године имала је још две улоге, прву као Симона Бонсера у филму Она ме мрзи, а другу када је позајмила глас Кајлини у видео-игри Принц Персије: Унутрашњи ратник. Следеће године поново је имала гласовну улогу, у видео-игри Матрикс на мрежи, те две филмске улоге у насловима Браћа Грим и Колико ме волиш? (где се поново појавила гола).
Године 2006. поново игра са Венсаном Каселом, овог пута у филму Шејтан. Исте године играла је у филмовима Наполеон и ја и Камено веће. Следеће 2007. године појавила се у још два филма. Први је био Љубавни приручник 2, а други Ватрени обрачун у коме је главну мушку улогу играо Клајв Овен.
Затим је снимила филмове као што су Други дах (2007), Дивља крв (2008) и Не осврћи се (2009). Била је међу потписницима петиције за ослобађање режисера Романа Поланског, кога су ухапсиле власти Швајцарске 2009. године. Више светски познатих режисера, глумаца и уметника потписало је петицију за ослобађање Поланског.
Године 2010. снима следеће филмове: Rose, c'est Paris, The Sorcerer's Apprentice (Чаробњаков шегрт) са Николасом Кејџом и The Whistleblower са Ванесом Редгрејв. Снимила је два филма 2011. године и то: Manuale d'am3re са Робертом де Ниром и Un été brûlant. У серијалу филмова о Џејмсу Бонду била је најстарија Бондова девојка; глумила је удовицу Лучију Скијару у филму Спектра из 2015. године.
Моника је снимила филм На млечном путу (On the Milky Road) који је режирао Емир Кустурица, а премијерно је приказан на 73. Међународном филмском фестивалу у Венецији. Филм, у којем главне улоге тумаче Моника и српска глумица Слобода Мићаловић, према наводима медија привукао је велику пажњу публике, а изузетно је била посећена и конференција за медије. Крајем 2016. године појавила се у серији Моцарт у џунгли, где игра оперску диву Алесандру. У новембру 2016. француски председник Франсоа Оланд јој је уручио Орден легије части, највише признање које уручује Француска, на церемонији у Јелисејској палати.
Дана 24. фебруара 2017. године Моника је свечано отворила 45. Међународни филмски фестивал — ФЕСТ у Београду, била је гост на пријему код премијера Србије. У септембру 2017. године, на филмском фестивалу у Сан Себастијану јој је додељена награда за допринос филмској индустрији.

### Секс-симбол
Ретка комбинација савршеног лица и заносног тела Моники Белучи је донела титулу секс-симбола. Уопште се сматра једном од најлепших жена. Бројни часописи за мушкарце је редовно сврставају у сам врх својих избора лепоте и сексепила. Сама Моника о свом изгледу у интервјуу за BBC каже следеће: „Лепота је хендикеп ако си глуп, али не и ако си интелигентан и знаш како да искористиш своју лепоту. [...] Осећам се добро и угодно у свом телу, али не због тога што сам лепа. Познајем многе лепе људе и њихови животи су једноставно тако ужасни. Јако се нелагодно осећају сами са собом. [...] Срећна сам што сам вољена. Имам дивну породицу.”

## Приватни живот
Иза себе има два брака. Удала се за италијанског фотографа пореклом из Аргентине, Клаудија Карлоса Басоа, али су се растали након неколико месеци. Била је верена за италијанског глумца Николу Фарона шест година. Венчала се 1999. године са познатим француским глумцем Венсаном Каселом, са којим има две кћерке, Деву (2004) и Леони (2010). Белучи и Касел су се растали 26. августа 2013. године.
Године 2016, Моника је купила стан у историјском делу главног града Португалије Лисабона.

## Награде и признања
- Награда Сатурн за најбољу споредну глумицу у филму Пакт са вуковима (номинована)
- Награда Сезар за најобећавајућу глумицу у филму Апартман (номинована)
- МТВ награда за најбољи пољубац у филму Матрикс 2 (номинована)
- Златни глобус, филм Барија капија ветрова (номинована)[56]
- Орден за допринос у области уметности 2006. (Ordre des Arts et des Lettres)[57]
- Сребрна лента за најбољу глумицу у споредној улози, филм Сети ме се, љубави моја
- Women's World Actress Award — за најбољу глумицу у 2009. години
- Награда Виторио де Сика, додељена 2010. године од стране председника Републике Италије Ђорђа Наполитана[58]
- Super Ciak d'oro — за најбољу глумицу у 2014. години[59]
- Међународни филмски фестивал у Даблину — за најбољу глумицу у 2016. години, филм Ville-Marie[60][61][62]
- 2016: Национални орден Легије части, француски председник Франсоа Оланд
- 2017: Филмски фестивал у Трсту, награда „Источна звезда” за допринос развоју културе[63]
- 2017: 14. Монте Карло филмски фестивал, награда за допринос филму[64]
- 2017: Филмски фестивал у Сан Себастијану (Шпанија), награда за допринос филму.
- 2017: 19. Филмски фестивал у Мумбају — Специјална награда за допринос филму.[65]

## Филмографија
| Улоге Монике Белучи |                                      |                 |                           |             |
| Година              | Српски назив                         | Изворни назив   | Улога                     | Напомена    |
| 1990.               | Живот са синовима                    |                 | Елда                      |             |
| 1990.               | Бандити — љубав и слобода            |                 | Костанца                  |             |
| 1991.               | Лутрија                              |                 | Франческа                 |             |
| 1992.               | Упорна судбина                       |                 | Марина / Анђела           |             |
| 1992.               | Дракула                              |                 | Дракулина невеста         |             |
| 1994.               | Хероји                               |                 | Дебора                    |             |
| 1995.               | Грудва снега                         |                 | Мелина                    |             |
| 1995.               | Небо је увек плавље                  |                 |                           |             |
| 1995.               | Јосиф                                |                 | фараонова жена            |             |
| 1996.               | Принцеза Алисеа                      |                 | принцеза                  | неприписано |
| 1996.               | Апартман                             |                 | Лиса                      |             |
| 1997.               | Истакнуто                            |                 | девојка са крзном         |             |
| 1997.               | Доберман                             |                 | Циганка Натали            |             |
| 1997.               | Лоша врста                           |                 | Камил                     |             |
| 1997.               | Као да ме желиш                      |                 | Нелина                    |             |
| 1998.               | Мале прљаве ствари                   |                 | ожалошћена ћерка          |             |
| 1998.               | Компромис                            |                 | Моника                    |             |
| 1998.               | Последња Нова година                 |                 | Џулија Ђованини           |             |
| 1998.               | Онима који воле                      |                 | Валерија                  |             |
| 1999.               | Као риба на сувом                    |                 | Миртил                    |             |
| 1999.               | Медитеранска мафија                  |                 | Маргарита                 |             |
| 2000.               | Под сумњом                           |                 | Шантал Херст              |             |
| 2000.               | Франк Спадоне                        |                 | Лора                      |             |
| 2000.               | Малена                               |                 | Малена Скордија           |             |
| 2001.               | Пакт са вуковима                     |                 | Силвија                   |             |
| 2002.               | Астерикс и Обеликс: Мисија Клеопатра |                 | Клеопатра                 |             |
| 2002.               | Отпозади                             |                 | Алекс                     |             |
| 2003.               | Сети ме се, љубави моја              |                 | Алесија                   |             |
| 2003.               | Јецаји сунца                         |                 | др Лина Кендрикс          |             |
| 2003.               | Матрикс 2                            |                 | Персефона                 |             |
| 2003.               | Унутар Матрикса                      |                 | Персефона                 | видео-игра  |
| 2003.               | Матрикс 3                            |                 | Персефона                 |             |
| 2004.               | Страдање Христово                    |                 | Марија Магдалена          |             |
| 2004.               | Тајни агенти                         |                 | Барбара / Лиса            |             |
| 2004.               | Она ме мрзи                          |                 | Симона Бонасера           |             |
| 2005.               | Браћа Грим                           |                 | Краљица Огледала          |             |
| 2005.               | Колико ме волиш?                     |                 | Данијела                  |             |
| 2006.               | Шејтан                               |                 | лепа вампирица            |             |
| 2006.               | Наполеон и ја                        |                 | баронеса Емилија Специали |             |
| 2006.               | Камено веће                          |                 | Лаура Сипријен            |             |
| 2007.               | Срце танга                           |                 | недостижна                | кратки филм |
| 2007.               | Љубавни приручник 2                  |                 | Лучија                    |             |
| 2007.               | Ватрени обрачун                      |                 | Дона „Ди Кју” Кинтано     |             |
| 2007.               | Други дах                            |                 | Симона „Мануш”            |             |
| 2008.               | Дивља крв                            |                 | Луиза Ферида              |             |
| 2008.               | Човек који воли                      |                 | Алба                      |             |
| 2009.               | Не осврћи се                         |                 | Жана                      |             |
| 2009.               | Приватни животи Пипе Ли              |                 | Ђиђи Ли                   |             |
| 2009.               | Барија — капија ветрова              |                 | Бриклејерова девојка      |             |
| 2009.               | Посвећено Риму                       |                 | Тоска                     | кратки филм |
| 2010.               | Звиждач (Глас истине)                |                 | Лора Левијани             |             |
| 2010.               | Чаробњаков шегрт                     |                 | Вероника                  |             |
| 2010.               | Ружа, то је Париз                    |                 | свечани дух               |             |
| 2011.               | Љубавни приручник 3                  |                 | Виола                     |             |
| 2011.               | Врело лето                           |                 | Ангела                    |             |
| 2012.               | Ринова сезона                        |                 | Мина                      |             |
| 2013.               | Људи који љубе                       |                 | Ђована                    |             |
| 2014.               | Чуда                                 |                 | Мили Катена               |             |
| 2015.               | Вил-Мари                             |                 | Софи                      |             |
| 2015.               | Спектра                              |                 | Лучија Скијара            |             |
| 2016.               | На млечном путу                      | На млечном путу | Невеста                   |             |
| 2017.               | Ривијера                             |                 |                           |             |
| 2018.               | Некротроник                          |                 | Финеган                   |             |
| 2018.               | Позови мог агента!                   |                 | себе                      |             |
| 2019.               | Најбоље године живота                |                 | Елена                     |             |
| 2024.               | Битлђус Битлђус                      |                 | Делорес Лаферв            |             |

### Видео-игре
- Принц Персије: Унутрашњи ратник, глас (2004)
- Матрикс на мрежи, глас (2005)

### Цртани филмови
- Синбад: Легенда седам мора, Марина (на француском, 2003)
- Роботи, Кепи (на француском, 2005)

### Познати сарадници
| Филм                                        | Глумци са којима је сарађивала |
| ------------------------------------------- | ------------------------------ |
| Брам Стокеров Дракула, Матрикс 2, Матрикс 3 | Кијану Ривс                    |
| Брам Стокеров Дракула                       | Ентони Хопкинс                 |
| Под сумњом                                  | Џин Хекман                     |
| Под сумњом                                  | Морган Фриман                  |
| Јецаји сунца                                | Брус Вилис                     |
| Браћа Грим                                  | Мет Дејмон, Хит Леџер          |
| Љубавни приручник 3                         | Роберт де Ниро                 |
| Ватрени обрачун                             | Клајв Овен                     |
| Спектра                                     | Данијел Крејг                  |
| На млечном путу                             | Емир Кустурица                 |

## Телевизија
- Ђузепе, ТВ филм (1995)
- , ТВ серија (2011)
- Platane, ТВ серија (2011)[66]
- Моцарт у џунгли, ТВ серија (2016)
- Твин Пикс, ТВ серија (2017)[67]

## Занимљивости
- Била је чланица жирија на Филмском фестивалу у Кану, 2006. године.
- Поседује воштану фигуру у француском музеју Гревен.
- Часопис Максим је поставио на 9 место на својој листи „50 најсексепилнијих жена на свету” 2002. године.[68]
- Године 2008, од стране француских читалаца часописа FHM, изабрана је за „најсексепилнију жену на свету”.[69]
- У 2011. години, часопис Men's Health је рангирао на 47 место „100 најсекси жена свих времена”.[70]
- У јулу 2012. године, била је прворангирана на сајту Planet.fr на листи „100 најлепших жена”.[71]
- За филм Колико ме волиш? плаћена је 1,7 милиона евра.[72]
- Дана, 19. јануара 2013. посетила је фестивал Кустендорф на Мокрој Гори.[73]